# Mimus graysoni
El sinsonte de Socorro o centzontle de isla Socorro (Mimodes graysoni) es una especie de ave paseriforme de la familia Mimidae endémica de la isla Socorro, en el archipiélago mexicano de Revillagigedo. La Unión Internacional para la Conservación de la Naturaleza la ubica como una especie en peligro crítico de extinción.
Es una ave parda opaca de unos 25 cm de longitud, con las partes ventrales blancas y las dorsales castañas; patas y ojos amarillos. Es similar al cuitlacoche común (Toxostoma curvirostre) pero a diferencia de este, no tiene manchas castañas en el pecho (este es claro), ni manchas blancas en las plumas de la cola ni barras en las alas; además, el pico es más corto y no tan curvo, parecido más bien al de los zorzales.
Prefiere los bosques de elevaciones medianas de la isla.